# تريكالا (مقاطعة)
تريكالا إحدى مقاطعات اليونان.تقع في إقليم ثيساليا وهي تقع شمال غرب أثينا وتنقسم إلى منطقتين: كالامباكا وتريكالا.

## توأمة
لتريكالا (مقاطعة) اتفاقيات توأمة مع:
- بياتيغورسك